# تريفور غويتون
تريفور غويتون (بالإنجليزية: Trevor Guyton)‏ هو لاعب كرة قدم أمريكية أمريكي، ولد في 9 يناير 1990 في فيلادلفيا في الولايات المتحدة.